# Manhunt – Jagd auf Joel Lambert
Manhunt – Jagd auf Joel Lambert (Originaltitel: Lone Target) ist eine Survival-Fernsehserie des Discovery Channel, in der der Ex-Soldat Joel Lambert verschiedene Spezialeinheiten der Welt herausfordert, ihn zu jagen. Der Protagonist muss hierbei innerhalb einer festgelegten Zeitspanne den bestimmten Zielpunkt erreichen, ohne von seinen Jägern gefasst zu werden.
Das ist das Prinzip einer militärischen Durchschlageübung und ist vergleichbar mit einer Schnitzeljagd, bei der der Verfolgte keine absichtlichen Hinweise hinterlässt, sondern versucht Spuren möglichst zu vermeiden und die Verfolger in die Irre zu leiten.

## Ablauf und Handlung
Zu Beginn jeder Folge bekommt der Protagonist Joel Lambert einen Rucksack mit einigen wenigen Ausrüstungsgegenständen, welche ihm zum Abschütteln der Verfolger und beim Überleben in der Wildnis helfen sollen, wie etwa ein Messer, ein Stück Schnur, eine Regenjacke oder einen Nebeltopf.
Je nach Episode dienen Waldgebiete, Steppen, Dschungelgebiet oder auch eine Großstadt als Spielumgebung.
Die Verfolger sind verschiedene paramilitärischen Einheiten sowie Polizeieinheiten, die in der jeweiligen Umgebung operieren. Obgleich bei DMAX betont wird, dass es sich um „die besten Einheiten der Welt“ handelt, was grundsätzlich eine subjektive Einschätzung ist, sind die teilnehmenden Einheiten relativ unbekannt. So wurden bislang keine weltweit renommierte Einheiten wie das britische SAS, die deutschen Kampfschwimmer oder das französische GIGN herausgefordert.
Die Einheiten sind gemäß ihrer Einsatzausrüstung bewaffnet, setzen ihre Waffen aber in den Übungen nicht gegen den Verfolgten ein (was im Rahmen einer Gefechtsübung mittels AGDUS, MILES oder Farbpatronen möglich wäre). Lambert dagegen ist unbewaffnet und führt nur eine begrenzte Ausrüstung wie ein Messer, wenig Wasser, geringe Lebensmittelvorräte und bei einigen "Einsätzen" auch Rauch- und Knallpatronen als versteckte Ladungen mit. Um sich und seine "Verfolger" nicht zu gefährden, nutzt der Ex-Navy-Seal-Soldat keine Kenntnisse des militärischen Nahkampf, sondern bewegt sich rein defensiv.
Die Handlung ist teilweise nachgestellt, was dem Konzept als Fernsehsendung geschuldet ist. Sowohl die Verfolger als auch der Verfolgte werden von einem Kameramann begleitet, mit welchem die Protagonisten kommunizieren, und welchem sie – oft flüsternd in unmittelbar vermuteter Nähe des Gegenübers – die nächsten Schritte erläutern. In einem realen Einsatz erfolgt nur über GoPro eine Dokumentation.
In jeder Episode wird ein Spannungsbogen aufgebaut, indem die Verfolger oft schon zu Beginn der Sendung auf wenige Meter an Joel Lambert herankommen, er aber dann zunächst entkommt. Wenn er dennoch gefasst wird, geschieht dies stets erst zum Schluss der Episode, womit diese endet. Bisher gelang es u. a. dem polnischen Grenzschutz ihn nach einem simulierten Grenzübertritt nach einer Flucht vor seinem Zielpunkt zu stellen.
Im Abspann wird dann gezeigt, wie Verfolger und Verfolgter sich freundschaftlich begegnen und sich gegenseitigen Respekt aussprechen. Dadurch wird für den Zuschauer noch einmal trotz des teils martialischen Auftretens in der Serie deutlich, dass es sich um eine Gefechtsübung handelt.
In Deutschland wird diese Serie seit Mai 2014 auf DMAX ausgestrahlt.

## Episoden
Folgende Episoden wurden bisher gesendet.
In der ersten Episode wurden die Darsteller sowie das Konzept der Serie vorgestellt. Die Episode ist nicht auf Deutsch verfügbar.
Staffel 1 :
| Episode | Manhunt     | Verfolger                    | Gebiet                           |
| ------- | ----------- | ---------------------------- | -------------------------------- |
| 2       | Südafrika   | IAPF                         | Steppe                           |
| 3       | Polen       | Straż Graniczna              | Wald                             |
| 4       | Panama      | Senafront                    | Dschungel                        |
| 5       | Arizona     | Phantom Recon Unit           | Wüste                            |
| 6       | Philippinen | Army Scout Ranger            | Dschungel                        |
| 7       | Südkorea    | Korean National Police (KNP) | Stadtgebiet von Jeju, sowie Wald |

In der ersten Episode der zweiten Staffel wurde gezeigt, welche Risiken die Dreharbeiten beinhalteten. Die Episode ist nicht auf Deutsch verfügbar.
| Episode | Manhunt        | Verfolger                          | Gebiet                  |
| ------- | -------------- | ---------------------------------- | ----------------------- |
| 2       | Neuseeland     | Maori-Krieger                      | Bergkette               |
| 3       | Mongolei       | einheimische Jäger                 | Steppe                  |
| 4       | Florida        | Survival-Experten                  | Marschland              |
| 5       | Mexiko         | PGJE                               | Stadtgebiet von Tijuana |
| 6       | Schottland     | Ghillies                           | Hochland                |
| 7       | South Carolina | Bluthundekommando des Aiken County | Wald                    |